# Institut textile et chimique de Lyon
Die Institut textile et chimique de Lyon (ITECH) ist eine französische Ingenieurhochschule, die 1988 gegründet wurde.
Die Schule bildet Ingenieure auf dem Gebiet der Polymerwerkstoffe aus.
Die ITECH ist befindet sich in Écully, in der Nähe von Lyon. Die Schule ist Mitglied der Union des grandes écoles indépendantes (UGEI).